# José María Nasarre de Letosa Conde
José María Nasarre de Letosa Conde fou un enginyer agrònom i polític basc. Va estudiar peritatge agrícola a Pamplona i després es va traslladar a Madrid, on es va llicenciar en enginyeria agrònoma a la Universitat de Madrid alhora que treballava en una empresa de tècniques de rec per aspersió.
A començaments dels anys 1970 es traslladà a Vitòria i treballà en una empresa a Mendoza. Allí es va conscienciar de les reivindicacions dels agricultors, proposant-se la seva participació democràtica en la resolució dels problemes del camp i defensà que els ingressos dels camperols s'equiparessin als dels treballadors d'altres sectors econòmics.
A les eleccions generals espanyoles de 1979 fou elegit diputat per Àlaba dins els files de la Unió de Centre Democràtic (UCD) i fou vocal de la Comissió d'Obres Públiques i Urbanisme del Congrés dels Diputats. Simultàniament el 1978 fou nomenat secretari de la conselleria d'agricultura i després director del departament d'agricultura, ramaderia i forestes del Consell General Basc. Després de l'ensulsiada de la UCD va ingressar a Alianza Popular, partit amb el qual fou elegit membre de la Juntes Generals d'Àlaba a les eleccions a les Juntes Generals del País Basc de 1983.